# Scottsville (Kentucky)
Scottsville – miasto w Stanach Zjednoczonych, w stanie Kentucky, siedziba administracyjna hrabstwa Allen.